# اکسل تی برونگر
 اکسل تی برونگر (انگلیسی: Axel T. Brunger؛ زاده ۲۵ نوامبر ۱۹۵۶) یک فیزیک‌دان است.